# Huntingdon
Huntingdon – miasto w Wielkiej Brytanii, w Anglii w hrabstwie Cambridgeshire, w dystrykcie Huntingdonshire, położone na północnym brzegu rzeki Great Ouse i sąsiadujące z miastem St Ives. Między miastem a wsią Brampton znajduje się największa łąka w Anglii Portholme Water Meadow o powierzchni 104 ha. Miasto zamieszkuje 19 830 osób.

## Historia
Obszar znany już w czasach prehistorycznych, był miejscem polowań. Miasto założono w czasach saksońskich, prawdopodobnie w roku 1068 odwiedził je Wilhelm I Zdobywca. Domesday Book z roku 1086 podaje, że znajdowało się tu 20 domów. Do XIX wieku funkcjonowało jako ośrodek handlowy, również jako centrum dyliżansów.